# Spoorlijn Stubbekøbing - Nykøbing Falster
De spoorlijn Stubbekøbing - Nykøbing Falster was een lokale spoorlijn van het eiland Falster in Denemarken.

## Geschiedenis
In 1907 werd besloten de lijn samen met de spoorlijn Nykøbing Falster - Nysted aan te leggen door de Stubbekøbing Nykøbing Nysted Banen (SNNB). Op 26 mei 1911 werd de lijn geopend.
Tot de Tweede Wereldoorlog was de spoorlijn redelijk succesvol, met name door het grote aanbod van suikerbieten die naar de fabriek in Nykøbing Falster vervoerd werd. Toen de fabriek vanaf 1961 niet langer gebruik maakte van het spoor kwam de genadeslag voor de lijn. Tussen Nykøbing en Nysted werd per 27 mei 1961 reeds het reizigersverkeer beëindigd. Tijdens de algemene vergadering op 14 september 1965 werd unaniem besloten tot volledige sluiting van beide baanvakken per 31 maart 1966.

## Huidige toestand
Thans is de volledige lijn opgebroken.